# Федерална служба за държавна статистика (Русия)
Федералната служба за държавна статистика (на руски: Федеральная служба государственной статистики, съкратено Росстат и по-рано Госкомстат) е държавна статистическа организация в Русия.
Подчинена е на правителството в Русия. Създадена е през 1991 година. Седалището ѝ се намира в град Москва.